# Achada
Achada es una freguesia portuguesa del concelho de Nordeste, situado en la Isla de São Miguel, Región Autónoma de Azores. Posee un área de 11,19 km² y una población total de 503 habitantes (2001). La densidad poblacional asciende a 45,0 hab/km².